# Erudició

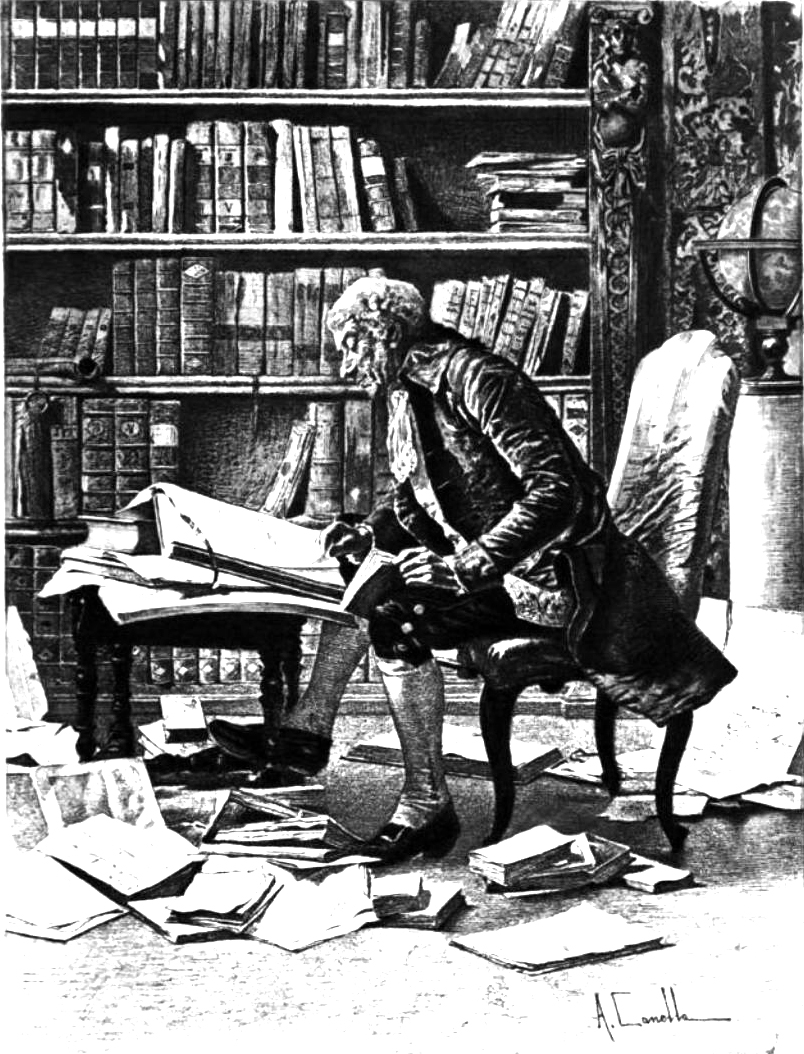
Un investigador erudit

L'erudició és el coneixement profund basat en la instrucció i la documentació, especialment en diversos àmbits de la història i la literatura. Eixa persona és qualificada d'erudit.

## Origen
El mot prové del llatí eruditio, del verb erudīre format per e- i rudis, literalment «llevar la rudesa». Un estudiant és erudit quan l'ensenyament i la lectura seguida de l'assimilació i la comprensió li permeten deixar de ser rude en la matèria, és a dir, s'ha polit i educat esdevenint civilitzat. L'erudició és la profunditat, pulcritud i extensió que s'aplica a l'educació mitjançant la lectura i la comprensió de textos literaris. El mot llatí educare significa guiar fora de la ignorància; per tant, la persona educada havia de ser capaç de pensar críticament i amb lògica deductiva. A més d'això, la persona erudita ha d'estar familiaritzada amb algun tipus de coneixement arcà, tindre una profunda familiaritat amb la literatura sobre el dit tema i un horitzó intel·lectual més ampli.
Amb el pas del temps el significat de la paraula passa a referir-se a qualsevol persona docta.
L'erudició es fa evident en un treball literari quan un escriptor erudit té un coneixement general sobre moltes matèries.
Sinònim de savi, culte i il·lustrat.